# 1, 2, 3 Red Light
| Recensione | Giudizio |
| ---------- | -------- |
| AllMusic   | [ 1 ]    |

1, 2, 3 Red Light è il secondo album in studio del gruppo musicale pop statunitense 1910 Fruitgum Company, pubblicato dalla casa discografica Buddah Records nel settembre del 1968.

## Tracce
Lato A
1. 1, 2, 3, Red Light – 1:55 (Sal Trimachi, Bobbi Trimachi)
2. The Song Song – 2:30 (Steve Dworkin, Gary Willet)
3. Shirley Applegate – 2:04 (Mark Gutkowski, Ted Gutkowski)
4. The Mighty Quinn – 3:04 (Bob Dylan)
5. Yummy Yummy Yummy – 2:18 (Joey Levine, Arthur Resnick)
6. 9,10, Let's Do It Again – 2:05 (Sal Trimachi, Bobbi Trimachi)

Lato B
1. The Book – 2:26 (Floyd Marcus)
2. Sister John – 2:10 (Mark Gutkowski, Ted Gutkowski)
3. Take Away – 2:22 (Floyd Marcus)
4. Lookin' Back – 2:26 (Pat Karwan)
5. Blue Eyes and Orange Skies – 2:00 (Mark Gutkowski, Rusty Oppenheimer, Ted Gutkowski, Pat Karwan)

## Formazione
- Non accreditata

Note aggiuntive
- Jeff Katz e Jerry Kasenetz - produttori (per la Super K Production)
- Jeff Katz, Jerry Kasenetz e Sal Trimachi - produttori (brani: 1,2,3, Red Light e 9,10, Let's Do It Again)
- Silver & Morris - design album
- Neil Bogart - general manager, note retrocopertina album originale[3]

## Classifica
Album
| Anno | Classifica    | Posizione raggiunta |
| ---- | ------------- | ------------------- |
| 1968 | Billboard 200 | 163                 |

Singoli
| Anno | Titolo del brano | Classifica        | Posizione raggiunta |
| ---- | ---------------- | ----------------- | ------------------- |
| 1968 | 1,2,3, Red Light | Billboard Hot 100 | 5                   |